# 水口山铅锌矿冶遗址
水口山铅锌矿冶遗址位于湖南省常宁市松柏镇和水口山街道，总分布范围达120公顷。遗址包括19处地面遗迹和地下遗迹，反映了水口山铅锌矿的发展历史。水口山铅锌矿冶遗址于2011年入选第七批全国重点文物保护单位。2018年被列入中国科协创新战略研究院和中国城市学会联合发布的第一批中国工业遗产。 

## 历史沿革
常宁地区自古就有矿业生产，江洲遗址就发现商周至宋代冶铸、制陶、铸造等重要遗迹和遗物。水口山地区的矿冶开采历史悠久，据《常宁县志》记载：汉代境内居民已掌握简单的采矿和炼银的技术，常宁有“茭源银场”；唐肃宗至德至上元年间（756-762年），茭源银场“增坑冶10余所，其利甚盛”；宋代朝廷委派场监管理茭源银场，收为官办；明代委派内宦管理，均严禁私人开采。清政府于1896年正式成立水口山矿务局。

## 遗址分布

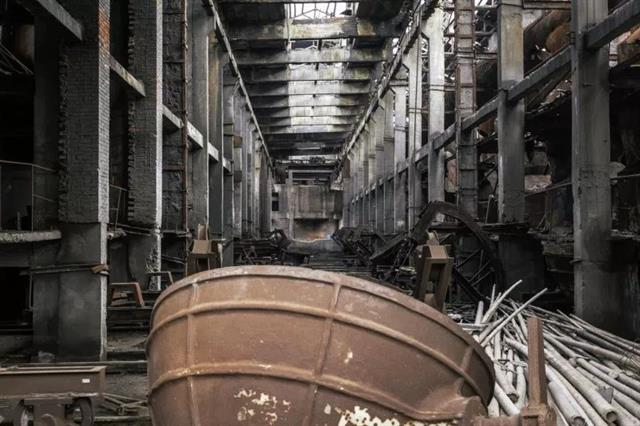
廢棄的冶煉工廠

### 地面遗迹
地面遗迹由工业遗迹和革命遗迹组成：主要的工业遗迹有：
- 龙王山矿石采选场遗址。清政府派俞光容主持开采，主要开采铅、铜、锌、金、银、钛、锡、硫、铁、钼等矿石。1980年10月开始机械化大面积开采。
- 水口山第三冶炼厂早期建筑群：1938年11月始建于清末的“湖南黑铅冶炼厂”厂房被火灾焚毁，次年搬迁至常宁松柏镇，新建了松柏湖南黑铅厂，1940年建成投产。1944年日寇进逼衡阳，水口山沦陷，厂房设备破坏殆尽，生产全部停止。1952年起恢复生产，现保存有建厂时完整的多个冶炼车间和生产线设备。随着冶炼技术的不断发展，原冶炼技术被淘汰，从2006年起停产。
- 水口山铅锌矿早期住宅群：建于清朝和1960年代初。
- 水口山铅锌矿专家楼旧址：1953年为解决援建铅锌矿的苏联专家的住宿而建，专家撤离后被作为铅锌矿办公场地，现为水口山工人运动陈列馆。

此外还有水口山铅锌矿办事公署旧址、水口山铅锌矿办公大楼、水口山矿务局职工医院旧址、红色会堂旧址、铅锌矿影剧院旧址和铅锌矿职工理发店旧址等工业遗址。
革命遗迹有：
- 康汉柳饭店旧址：康汉柳饭店始建于清末民初。1922年4月毛泽东考察水口山铅锌矿工人现状时在此居住，现仍保留有当时领导人开会的房间。
- 康家戏台旧址：戏台始建于清同治年间,砖木结构。1922年11月27日蒋先云、谢怀德等人在此召开了水口山工人俱乐部成立大会，12月5日举行了震惊中外的水口山工人大罢工。掀起了中国工人运动的第一次高潮，从中涌现了宋乔生、耿飚等革命者。随后“八百矿工上井冈”，成为井冈山革命根据地红军的中坚力量[5]

### 地下遗迹
- 老鸦巢冶炼遗址：此处冶炼遗址面积分布较广，有多处冶炼炉渣、碳末遗迹，现多被冶炼尾沙填埋。
- 斜坡式矿井（忆苦窿）：此处矿井始采于光绪十六年（1896年），井口迎南而开，呈斜坡式。进入矿井向左折回，再向右为宽敞的矿井歇台，面积达720平方米。现存有大量的旧式采矿工具，遗址周围还有很多处冶炼遗迹。1968年曾开辟忆苦思甜场景作为爱国主义教育基地供人民参观。
- 水口山铅锌矿二号竖矿井是铅锌矿地下至地面矿石提拉主矿井，也是中国第一口采铅竖井，井口海拔236.5米。始建于民国初年，初开是斜坡式矿井，后经技术改造，变成提拉式竖井。新中国成立后，多次对2号矿井进行了技术改造，现仍为铅锌矿出矿主井。
- 水口山铅锌矿五号竖矿井，始建于1957年，设双层双罐，分主罐和副罐，主罐用于生产，副罐用来载人，是建国后开拓的第一个采铅竖井[2]。